# Центр экономических и политических исследований ЭПИцентр
Центр политических и экономических исследований (ЭПИцентр) — российский исследовательский центр со статусом региональной общественной организации. Специализируется на изучении макроэкономических, политических и социальных процессов в России, а также экономических и политических проблем российских регионов. Известен как разработчик экономических программ «500 дней», «Согласие на шанс», «Договор об экономическом сообществе», «Нижегородский пролог» и др.

## История центра
ЭПИцентр был основан группой экономистов, среди которых были Григорий Явлинский, Алексей Михайлов, Сергей Иваненко, Татьяна Ярыгина, Михаил Задорнов, Алексей Мельников, Сергей Дон (в состав учредителей вошли 12 человек). Официально зарегистрирован 7 декабря 1990 г.
Председателем Совета ЭПИцентра был избран Григорий Явлинский. В Совет, помимо него, вошли Алексей Михайлов, Татьяна Ярыгина, Михаил Задорнов. В июле 1994 г. в Совет также был включен заместитель президента Группы «МОСТ» Сергей Зверев.
В 90-х Центр имел представительства в ряде регионов России (Санкт-Петербург, Нижний Новгород, Воронеж, Новосибирск), а также в Европе (Гаага, Нидерланды).
ЭПИцентр является партнером, а эксперты Центра основными авторами журнала «Восток», издаваемого в Кёльне (Германия), поддерживает широкие контакты со многими экономическими институтами Российской академии наук, Институтом мировой экономики и международных отношений, Институтом Европы, Советом по внешней и оборонной политике. Эксперты ЭПИцентра сотрудничают с московскими бюро Международного валютного фонда, Мирового банка, а также с Комиссией Европейских сообществ, International Institute of Finance (USA), London School of Business (UK), Athens University (Greece). ЭПИцентр вел совместный проект с Goethe Institute (ФРГ) «Становление государственной социальной политики в России».

## Разработка программ реформ
ЭПИцентр известен разработкой альтернативных программ политических, экономических и социальных реформ.
- «500 дней». Ядро сотрудников «ЭПИцентра» сложилось во время работы над программой «500 дней» — первым планом рыночных реформ в Советском Союзе. Среди авторов программы были Григорий Явлинский, Михаил Задорнов, Алексей Михайлов, Татьяна Ярыгина и другие.
- «Согласие на шанс». В 1991 году работники «ЭПИцентра» совместно с учёными проекта Strengthening the Democratic Institution Гарвардского университета и при политической поддержке президента СССР Михаила Горбачёва разрабатывали программу интеграции советской экономики в мировую экономическую систему, названную «Согласие на шанс». Она предусматривала принятие новой конституции, проведение многопартийных выборов, приватизацию, снятие правительственного контроля за ценами, земельную реформу[1]. Программа реализована не была.
- «Договор об экономическом сотрудничестве между республиками СССР». В 1991 году рабочая группа «ЭПИцентра» подготовила «Договор об экономическом сотрудничестве между республиками СССР», целью которого было сохранение единого экономического пространства и рынка СССР вне зависимости от того, какую политическую форму примут отношения между республиками. Договор парафирован 18 октября 1991 года в Алма-Ате представителями 10 республик, однако Борис Ельцин выступил против нового образования, и договор подписан не был.
- «Нижегородский пролог». В 1992 году Явлинский и руководимый им ЭПИцентр начали осуществление разработанной ими программы стратегии развития Нижегородской области в экономической и социальной сферах под названием «Нижегородский пролог» вместе с администрацией Нижегородской области. Основными мерами по стабилизации экономики явились первый региональный выпуск облигаций областного займа, который решил проблему отсутствия наличных денег (и был полностью выплачен), освобождение производителей от непроизводственных расходов, а также внедрение информационной системы «Оперативного слежения социальных индикаторов».
- «Московская приватизация». В 1993 году сотрудники ЭПИцентра начинают разработку проекта приватизации в Москве «не по Чубайсу» — «Московская приватизация», утвержденного мэрией в начале 1995 года.

В течение 1992—1993 гг. Центр выполнял работу по развитию социальной сферы в регионах. Эксперты ЭПИцентра разрабатывали также пакеты документов для Союза малых городов России. Кроме этого, эксперты Центра активно занимались экономическим и политическим консалтингом коммерческих структур, групп предпринимателей и политиков.
Практически все основные исследования ЭПИцентра переведены и опубликованы в США и Японии.

## Сотрудничество с политическими объединениями
В 1992—1993 гг. «ЭПИцентр» вошёл в альянс с Объединением «Предприниматели за новую Россию» (ПНР) Константина Затулина. Центр осуществлял для ПНР основную экспертную работу. Так, его сотрудники разработали «Тезисы к программе экономических реформ», одобренные на учредительном съезде Объединения.
Весной 1993 г. по заказу фракции Верховного Совета РФ «Согласие ради прогресса» Центр представил анализ бюджетного послания Правительства.
Осенью 1993 г. ведущие сотрудники ЭПИцентра совместно с Республиканской, Социал-демократической и Христианско-демократической партиями образовали избирательный блок «Явлинский-Болдырев-Лукин». Центр обеспечивал предвыборную аналитику блока. В результате выборов практически все ведущие эксперты ЭПИцентра были избраны депутатами Государственной думы. В 1995 и 1999 гг. были переизбраны депутатами Государственной думы от Объединения «Яблоко».
В этот период Центр существует в качестве «мозгового центра» Объединения «Яблоко» и его фракции в нижней палате парламента. В результате ЭПИцентр получил гораздо больший практический и информационный материал, по сравнению с «допарламентским» периодом, что усилило его позиции как аналитического центра. Однако переход всех ведущих сотрудников к активной политической и законотворческой деятельности не мог не сказаться на деятельности научной.

## Издательская деятельность
С 1992 по 2003 год выпускал регулярные аналитические доклады по политике, экономике, социальной политике и проблемам гражданского общества. В 1995 году создано издательство ЭПИцентр. За двадцать лет вышло в свет более 50 книг научной и общественно-политической тематики.
Основные публикации ЭПИцентра:
- Согласие на шанс. О совместной программе «СССР-Запад». — М.; Кембридж: ЭПИцентр, 1991.
- Политика общественного согласия. — М.: ЭПИцентр, 1991.
- Диагноз. Доклад «Экономика и политика в России». — М.: ЭПИцентр, 1992.
- Нижегородский пролог. — М.: ЭПИцентр, 1992.
- Уроки экономической реформы. — М.: ЭПИцентр, 1993.
- Laissez-Faire versus Policy-Led Transformation (lesson of the Economic Peforms in Russia) — EPIcenter-NikaPrint, 1994.
- Явлинский Г. А. Кризис в России: конец системы? Начало пути? — М.: ЭПИцентр, 1998.
- Арбатов А. Г. Безопасность: Российский выбор. — М.: ЭПИцентр, 1999.
- Законодательство Норвегии по нефти и газу. — М.: ЭПИцентр, 1999.
- Явлинский Г. Периферийный капитализм : Лекции об экономической системе России на рубеже XX—XXI веков. — М., 2003.
- Кузнецов В. М. Ядерная опасность: основные проблемы и современное состояние безопасности предприятий ядерного топливного цикла РФ. — М.: ЭПИцентр, 2003.
- Михайлов А., Субботин М. «Яблоко» и законодательство о соглашениях о разделе продукции (СРП). — М.: ЭПИцентр, 2003.
- Явлинский Г. А. Перспективы России. Экономический и политический взгляд. — М., 2006.
- Явлинский Г. А. Российская экономическая система: настоящее и будущее. — М., 2007.
- Юровский Л. Н. Впечатления. Статьи 1916—1918 годов / Сост., предисл. и коммент. А. Ю. Мельникова. — ЭПИцентр, 2010.
- Юровский Л. Н. Портреты (С. Ю. Витте, В. Н. Коковцов, П. А. Столыпин) / Сост., предисл. и коммент. А. Ю. Мельникова. — М.: ЭПИцентр, 2011.
- Кара-Мурза В. В. Реформы или революция: К истории попытки образовать ответственное министерство в I Государственной Думе. — М., 2011.
- Мельников А. Ю. Увядание политики и восстание культуры. — М: ЭПИцентр, 2011.

## Конфликт вокруг здания
В начале 1990-х ЭПИЦентр арендовал помещения на 27 этаже бывшего здания СЭВа — с видом на Белый дом.
В 1994 году правительство Москвы передало РОО «ЭПИцентр» в бессрочное пользование с правом выкупа особняк постройки 1913 года в Малом Левшинском пер., 7, стр. 3, общей площадью 2097 кв. м. В марте 1999 г. здание перешло в собственность ЭПИцентра.
В апреле 2006 года было проведено внеочередное собрание совета, в результате которого Явлинский был смещен с должности. Организацию возглавил Алексей Михайлов. 
В октябре того же года Михайлов организовал ещё одно собрание совета, на котором предложил продать принадлежащий ЭПИцентру особняк, чтобы получить деньги на возобновление активной деятельности организации. Получив разрешение на сделку, Михайлов организовал продажу здания ЗАО «Аргументы и факты» за 80,4 млн руб. Во время продажи здания Алексей Михайлов не знал, что Григорий Явлинский, в то время председатель совета «ЭПИцентра», передал продаваемое здание на 49 лет в аренду партии «Яблоко». Когда Явлинский узнал о продаже, он обратился к властям столицы с просьбой разобраться в этом деле.  Однако из-за обращения Григория Явлинского и Сергея Иваненко столичное управление федеральной регистрационной службы (УФРС) отказалось регистрировать переход прав собственности на здание.
Сторона Явлинского оспорила законность своего исключения из членов Совета, поставив под сомнение сделку о продаже здания «ЭПИцентра». 16 ноября 2007 года Хамовнический районный суд Москвы признал решения внеочередного собрания членов ЭПИцентра, недействительными и восстановил Явлинского в должности председателя Совета организации. После чего начался затяжной судебный спор между ЭПИцентром и ЗАО «Аргументы и Факты»
Стороны договора неоднократно обращались в управление Федеральной регистрационной службы (УФРС) за государственной регистрацией перехода права собственности на здание, однако решениями от 13 апреля 2007 года и 29 мая 2007 года государственная регистрация была приостановлена, а 11 февраля 2008 года в ней было отказано.
В ноябре 2009 года президиум Высшего арбитражного суда РФ отменил решения всех предыдущих инстанций в части удовлетворения требования «Аргументов и Фактов» о признании права собственности.
Уголовное дело в отношении Алексея Михайлова было возбуждено в 2008 году Главным следственным управлением при ГУВД Москвы по заявлению мэра Москвы Юрия Лужкова. Следствие установило, что, получив разрешение на сделку, г-н Михайлов заключил договор купли-продажи особняка. 
Михайлову было предъявлено обвинение по трем статьям УК РФ — покушение на мошенничество, мошенничество и легализация денег. Пока шло следствие, все решения, принятые на собраниях ЭПИцентра по инициативе Михайлова, в том числе и о продаже здания, были признаны незаконными и отменены различными судами.
Однако, в суде было установлено, что в действиях Михайлова отсутствовал состав преступления. Суд постановил полностью оправдать Михайлова по всем трем вменяемым ему статьям.